# Thirasia
Thirasia (grec: Θηρασία o Θηρασιά) o Teràsia (grec antic: Θηρασία) és una illa grega de l'arxipèlag de Thira o Santorí, a les illes Cíclades. Es tracta d'una illa separada de Santorí per l'Erupció minoica al segon mil·lenni aC. Actualment té una superfície d'uns 9 km² i una població d'uns 300 habitants.
Abans de l'erupció minoica, el volcà formava una gran illa rodona que, després de l'erupció al segle xviii aC, va romandre partida i va donar l'actual configuració geogràfica a l'arxipèlag, amb l'illa gran de Santorí, les dues que formen la caldera volcànica, la petita Aspronisi i Thirasia.
En època clàssica, Teràsia ja era habitada, però era una illa de poca entitat i depenia políticament de Tera, una illa de població dòria. Les restes de l'antiga població han estat identificades a la zona nord de l'illa.

## Poblacions
La població principal, anomenada Thirasia o Manolàs, està situada a la costa oriental de l'illa, dalt del penya-segat que mira cap al cràter, i acull bona part de la població. A baix hi ha el port de Korfos (Ormos Korfou), que solament funciona com a port de pescadors; el port comercial i de passatgers es troba al nord de l'illa, i rep el nom d'Hàgia Irini (Santa Irene). Finalment, a poca distància de Manolàs hi ha la petita població de Potamós.